# Área metropolitana de Worcester
El Área Estadística Metropolitana de Worcester, MA MSA como la denomina oficialmente la Oficina de Administración y Presupuesto, es un Área Estadística Metropolitana centrada en la ciudad de Worcester , y que abarca el condado homónimo del estado estadounidense de Massachusetts. El área metropolitana tiene una población de 798.562 habitantes según el Censo de 2010, convirtiéndola en la 67.º área metropolitana más poblada de los Estados Unidos.

## Área Estadística Metropolitana Combinada
El área metropolitana de Worcester es parte del Área Estadística Metropolitana Combinada de Boston-Worcester-Manchester, MA-RI-NH CSA junto con:
- El Área Estadística Metropolitana de Boston-Cambridge-Quincy, MA-NH MSA;
- El Área Estadística Metropolitana de Providence-New Bedford-Fall River, RI-MA MSA;
- El Área Estadística Metropolitana de Manchester-Nashua, NH MSA;
- El Área Estadística Micropolitana de Concord, NH µSA; y
- El Área Estadística Micropolitana de Laconia, NH µSA

## Principales comunidades del área metropolitana
Ciudad principal 
- Worcester